# Niels Vandenbroucke
Niels Vandenbroucke (15 maart 1991) is een Belgisch voetballer die onder contract staat bij SV Zulte Waregem.
Niels maakte zijn debuut op 14 april 2012 tijdens de play-off wedstrijd tegen K. Beerschot AC, hij mocht toen de laatste 3 minuten invallen. Twee weken later mocht Niels voor het eerst in zijn carrière als basisspeler starten tegen RAEC Mons.

## Spelerscarrière
| seizoen | club             | land   | competitie         | wed. | goals |
| ------- | ---------------- | ------ | ------------------ | ---- | ----- |
| 2011/12 | SV Zulte Waregem | België | Jupiler Pro League | 4    | 0     |
| 2012/13 | SV Zulte Waregem | België | Jupiler Pro League | 2    | 0     |
|         |                  |        | Totaal             | 6    | 0     |

1 Bostyn ·
3 Tanghe ·
4 Lemoine ·
7 Challouk ·
8 Rommens ·
9 Vossen  ·
10 Ablo Traoré ·
11 Gavriel ·
14 Barkarson ·
17 Diop ·
18 Tambedou ·
19 Nyssen ·
20 Hedl ·
21 Nnadi ·
22 Opoku ·
23 Van der Gouw ·
24 Erenbjerg ·
27 Diabaté ·
31 Willen ·
42 Dobbels ·
47 Labie ·
50 Van Damme ·
55 Cappelle ·
59 Demuynck ·
64 Sergeant ·
Coach: Vandenbroeck